# Señal de detención obligatoria
La señal de «alto», señal de «pare» o stop es una señal de tráfico reglamentaria que indica en las intersecciones la obligación de detenerse antes de continuar la marcha.
En su forma más extendida alrededor del mundo, es presentada como un octágono de fondo rojo con un semiborde blanco, con la palabra inglesa stop en letras mayúsculas en el centro de color blanco, o en su defecto, una palabra en el idioma oficial del país. Esta forma singular permite ser reconocida en los cruces desde diferentes ángulos permitiendo a los distintos usuarios puedan identificar la prioridad de paso de los demás.

## Variantes
En muchos países de habla hispana se usa la señal B2a de la Convención de Viena con la palabra pare en mayúsculas (Argentina, Bolivia, Chile, Cuba, Colombia, República Dominicana, Ecuador, Paraguay, Perú, Puerto Rico, Uruguay y Venezuela, así como en Brasil), o alto (México y Centroamérica) en lugar de su equivalente inglés, Estados Unidos y la mayoría de los países de la Unión Europea, incluidos Alemania, España, Portugal y Francia, usan la señal con la palabra inglesa stop.
En Canadá las más utilizadas son aquellas con la palabra STOP, en inglés, o ARRÊT, en francés. Asimismo, en muchos casos, se utilizan versiones bilingües inglés-francés, o mediante el uso de una de estas dos palabras (ya sea en inglés o francés) más otra en un idioma nativo, e incluso trilingües en algunos casos.

Alemania
Argentina, Brasil, Chile, Colombia, República Dominicana, Uruguay y Venezuela
América Central y México
Armenia
Australia
Austria
Birmania
Bolivia
Botsuana, Malaui, Sudáfrica, Zambia y Zimbabue
Canadá (inglés)
Canadá (francés)
Canadá (inuit)
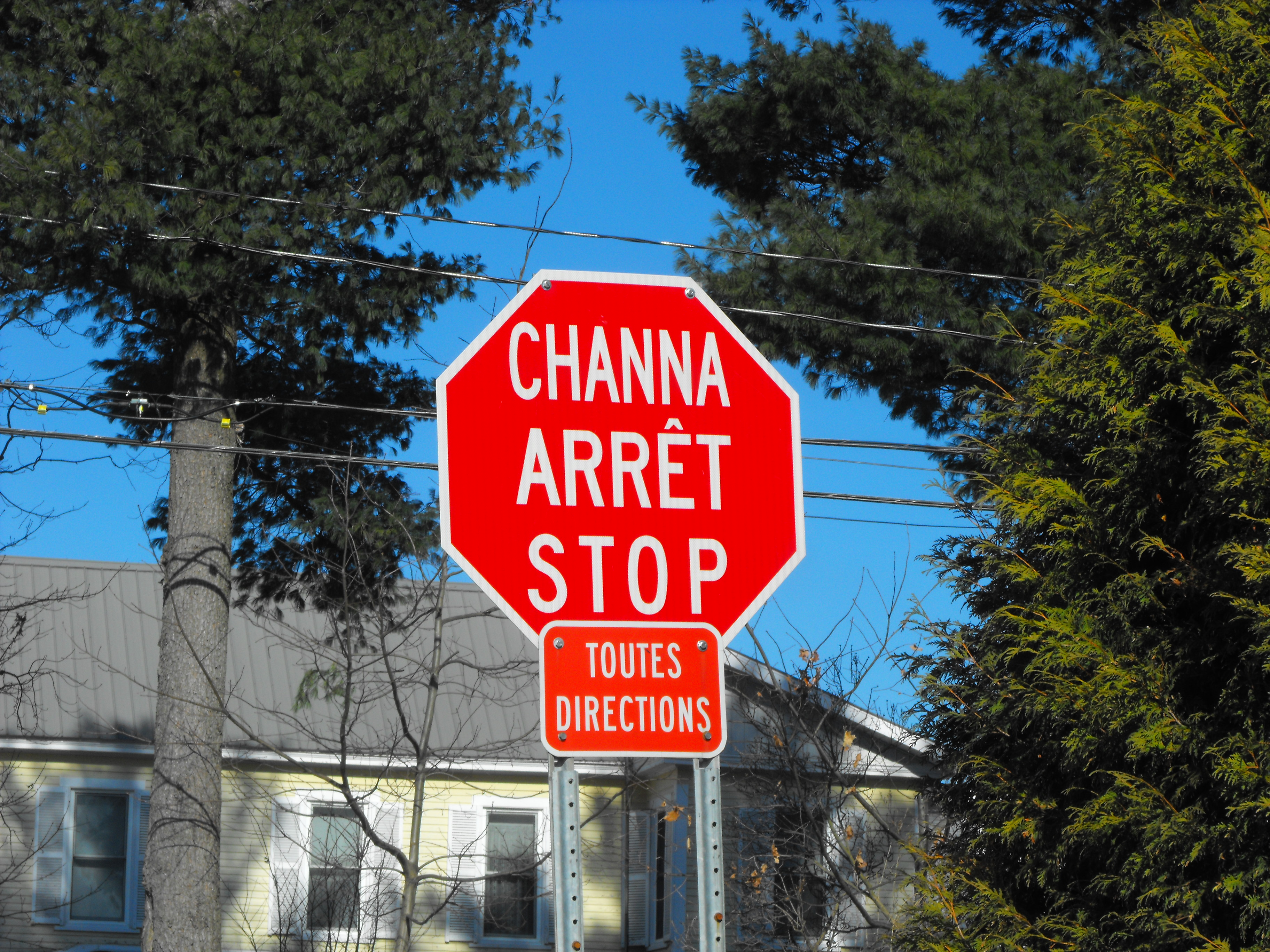
Canadá (abenaki)
Canadá (cree)
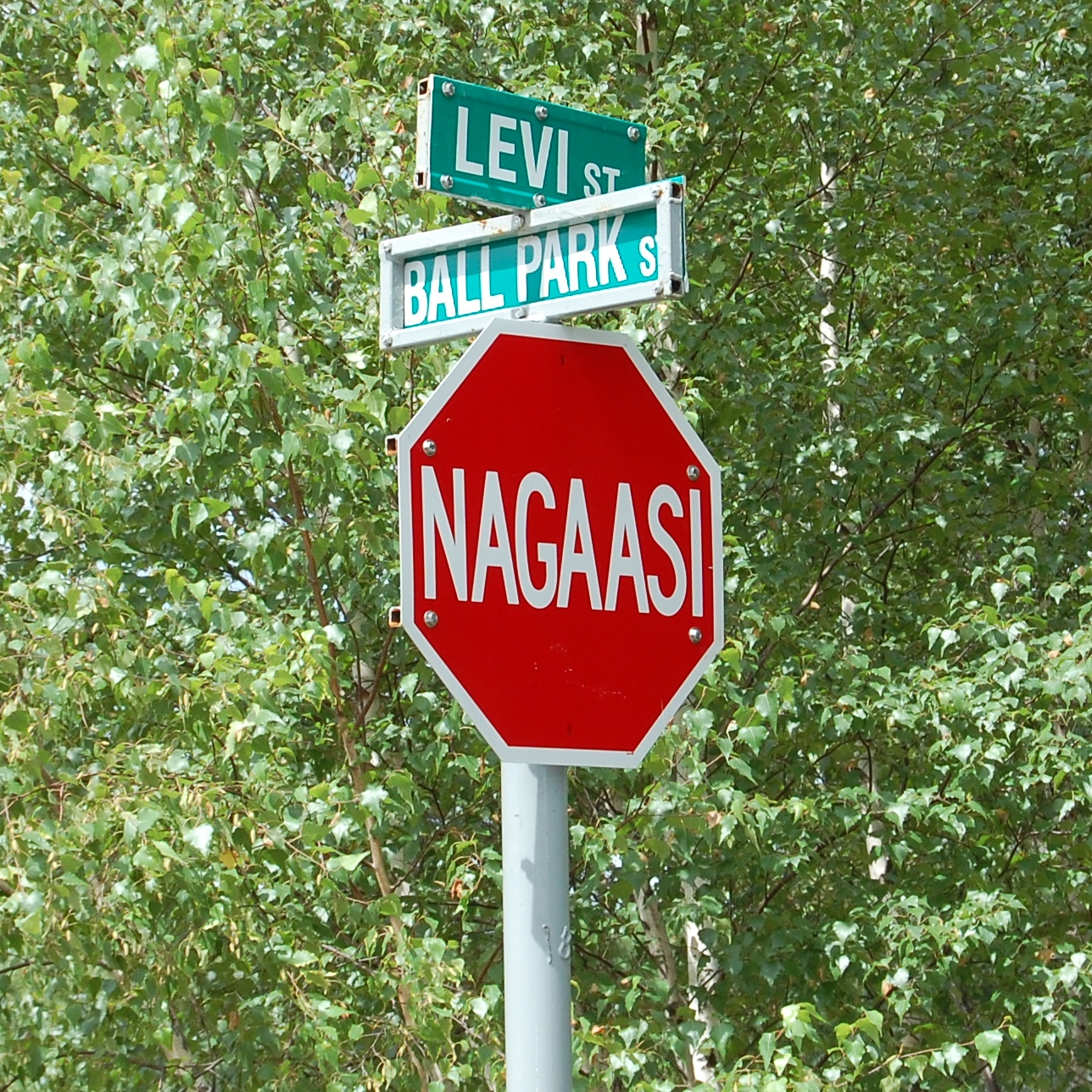
Canadá (mi'Kmaq)
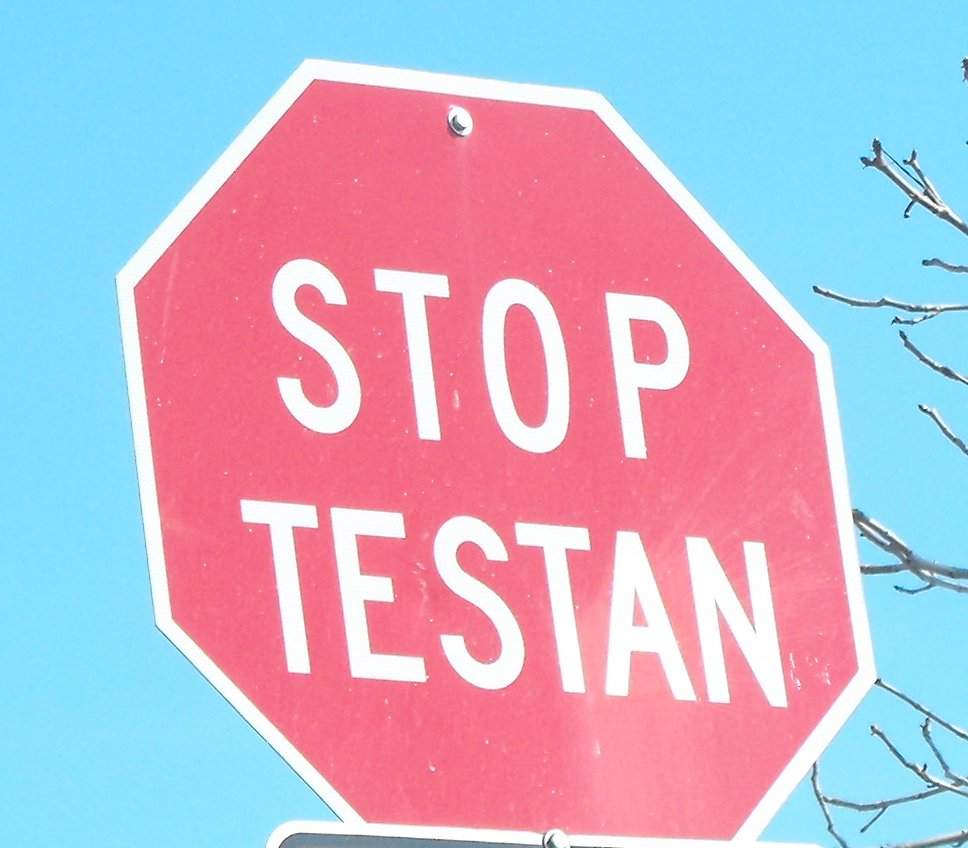
Canadá (mohawk)
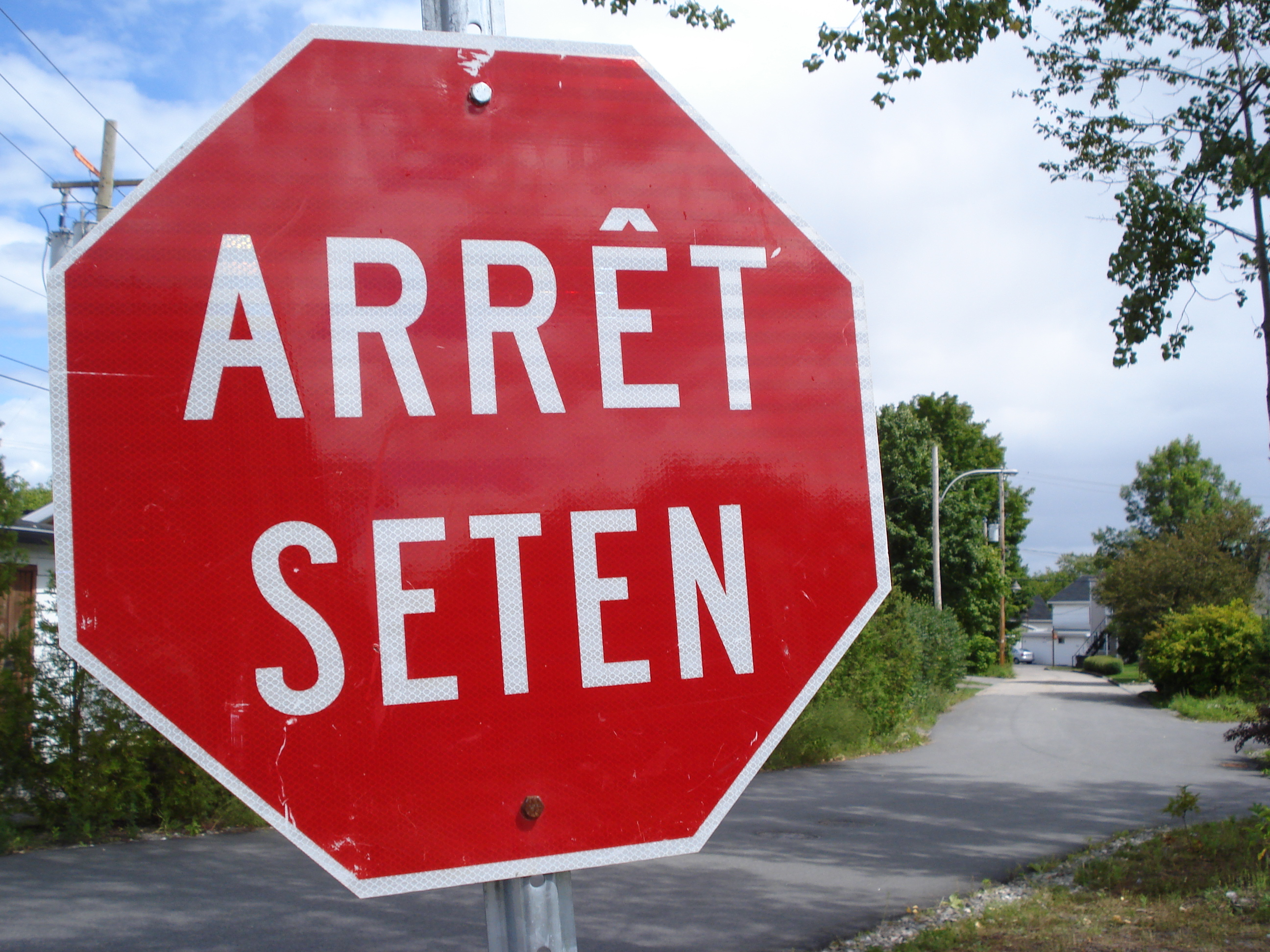
Canadá (wendat)
Chequia
China Continental
Corea del Norte
Corea del Sur
Cuba
Dinamarca
Ecuador
Emiratos Árabes Unidos
Eslovaquia
Eslovenia
España
Estados Unidos, Belice y Guyana
Estados Unidos (Puerto Rico)
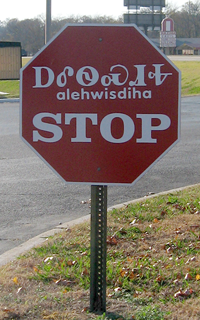
Estados Unidos (cheroqui)
Etiopía
Finlandia
Francia, Guayana Francesa, Martinica, Mayotte, Reunión, San Bartolomé y San Martín
Grecia
Hong Kong
Indonesia
Irán
Irlanda (inglés)
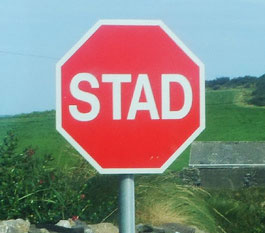
Irlanda (irlandés)
Israel
Italia
Jamaica
Japón
Laos
Liberia
Libia
Macao
Malasia
Marruecos
Marruecos (bereberes)
Mauricio
Mongolia
Nepal
Nigeria
Noruega
Nueva Zelanda
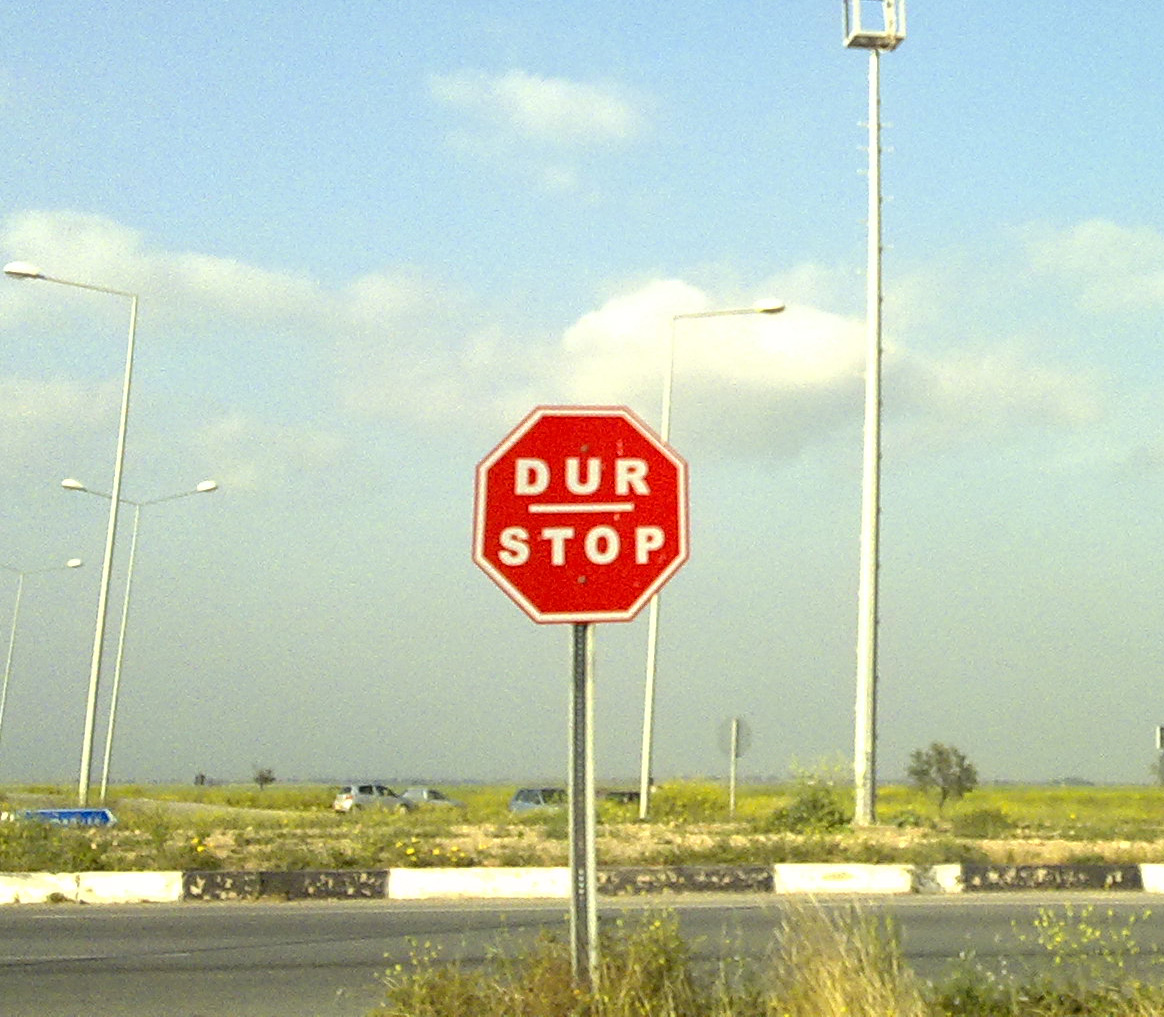
República Turca del Norte de Chipre
Países Bajos
Pakistán
Paraguay
Perú
Polonia
Portugal
Rusia, Azerbaiyán, Bielorrusia, Kazajstán, Kirguistán, Lituania, Tayikistán, Turkmenistán, Uzbekistán
Singapur
Suecia
Suiza
Tailandia
Taiwán
Tonga
Turquía
Ucrania
Zimbabue y Malaui (antiguamente utilizada)